# Storia della letteratura italiana (Tiraboschi)
Die Storia della letteratura italiana (Geschichte der italienischen Literatur) ist das Hauptwerk von Girolamo Tiraboschi, einem Gelehrten des 18. Jahrhunderts. Es ist das erste vollständige Werk in der Geschichte der italienischen Literatur.

## Vorhergehende
Die Notwendigkeit eine Gesamtaufstellung der italienischen Literatur durchzuführen wurde auch von nicht-italienischen Wissenschaftlern empfohlen. So versuchte beispielsweise Gottfried Leibniz (1646 – 1716), Bibliothekar am Hannoveraner Hof, Antonio Magliabechi oft davon zu überzeugen, ein solches Werk zu beginnen. In der Vergangenheit wurden jedoch nur teilweise oder unvollständige Werke erstellt. Im 17. Jahrhundert hatte Giacomo Filippo Tomasini das Leben und Werk der berühmtesten italienischen Schriftsteller gesammelt; Giovanni Mario Crescimbeni und Francesco Saverio Quadrio hatten sich auf höfische Poesie beschränkt. Giammaria Mazzuchelli (1707–1765) hatte versucht, ein vollständiges Gesamtwerk mit einer Art enzyklopädischem Lexikon in alphabetischer Reihenfolge, der italienischen Schriftsteller zu erstellen. Das Vorhaben wurde jedoch nach dem Buchstaben „B“ unterbrochen.

## Analyse der Arbeit
1770 erhielt Girolamo Tiraboschi von Francesco III. d’Este, Herzog von Modena, die Leitung der Bibliotheca Estense, die zuvor von Francesco Antonio Zaccaria und Ludovico Antonio Muratori geleitet wurde. Er widmete sich mit Engagement und Fleiß dem Werk und schaffte es in den Jahren 1772–1782, eine Erstauflage in 13 Bänden fertigzustellen. Es sei jedoch darauf hingewiesen, dass sich der Begriff „Literatur“ für Girolamo Tiraboschi nicht nur auf literarische Werke, auf „schöne Schriften“ bezog, sondern alle Ausdrucksformen dessen was als „Kultur“ bezeichnet wurde und durch Schriften oder Kunstwerke (figurative Kunst, Philosophie, Theologie, Mathematik, Medizin, Astrologie, Recht usw.) und Institutionen, die sich ihrer Weitergabe widmen (Schulen, Akademien, Bibliotheken usw.), überliefert wurde. Darüber hinaus war „Italien“ für Tiraboschi ein geografischer Ausdruck, der sich auf das damalige Italien bezog. In seinem ersten Band bezog er, unabhängig von der Sprache, die Etrusker, die „Völker der Magna Graecia“ und das alte Rom mit ein.
Jeder Band enthielt einen genau definierten Zeitraum, z. B. ein ganzes Jahrhundert. Nach einem allgemeinen Blick auf die politische Situation Italiens untersuchte Tiraboschi in vielen kleinen Kapiteln die Geschichte von Universitäten, Bibliotheken, Reisen, Religion, Mathematik und so weiter, einschließlich italienischer und lateinischer Poesie, Grammatik, Rhetorik und so weiter. Das Werk, das Tiraboschi noch lange Zeit weiter bearbeitete, war so erfolgreich, dass Tiraboschi eine Neuauflage in 16 Bänden vorbereitete, die in der Zeit von 1787-1794 veröffentlicht wurde.

### I. Ausgabe (1772–1782)
- Band 1: Umfasst die Geschichte der Literatur der Etrusker, der Völker der Magna Graecia, des alten Siziliens und der Römer bis zum Tod von Augustus;
- Band 2: Vom Tod von Augustus bis zum Fall des Westreichs;
- Band 3: Von Ende des Westreiches bis zum Jahr 1183;
- Band 4: Von 1183 bis 1300;
- Band 5: Von 1300 bis 1400;
- Band 6.1: Von 1400 bis 1500, erster Teil;
- Band 6.2: Von 1400 bis 1500, zweiter Teil;
- Band 7.1: Von 1500 bis 1600, erster Teil;
- Band 7.2: Von 1500 bis 1600, zweiter Teil;
- Band 7.3: Von 1500 bis 1600, dritter Teil;
- Band 8: Von 1600 bis 1700;
- Band 9: Enthält die Ergänzungen und Korrekturen.

### II. Ausgabe (1787–1794)
- Band 1: Umfasst die Geschichte der Literatur der Etrusker, der Völker der Magna Graecia, des alten Siziliens und der Römer bis zum Tod von Augustus;
- Band 2: Vom Tod von Augustus bis zum Fall des Westreichs;
- Band 3: Von Ende des Westreiches bis zum Jahr 1183;
- Band 4: Von 1183 bis 1300;
- Band 5.1: Von 1300 bis 1400, erster Teil;
- Band 5.2: Von 1300 bis 1400, zweiter Teil;
- Band 6.1: Von 1400 bis 1500, erster Teil;
- Band 6.2: Von 1400 bis 1500, zweiter Teil;[7];
- Band 6.3: Von 1400 bis 1500, dritter Teil;
- Band 7.1: Von 1500 bis 1600, erster Teil;
- Band 7.2: Von 1500 bis 1600, zweiter Teil;
- Band 7.3: Von 1500 bis 1600, dritter Teil;[8]
- Band 7.4: Von 1500 bis 1600, vierter Teil;
- Band 8.1: Von 1600 bis 1700, erster Teil;
- Band 8.2: Von 1600 bis 1700, zweiter Teil;[9];
- Band 9: Allgemeines Verzeichnis der Geschichte der italienischen Literatur von Cavaliere Abate Girolamo Tiraboschi[10].

## Kritik
- Aufgrund der fehlenden Unterscheidung zwischen Literatur und Kultur schlug Ugo Foscolo vor, die Geschichte von Tiraboschi „Archivio ordinato e ragionato di materiali, cronologie, documenti e disquisizioni per servire alla storia letteraria d'Italia“ (Geordnetes und begründetes Archiv von Materialien, Chronologien, Dokumenten und Dispositionen im Dienste der italienischen Literaturgeschichte) zu nennen.[11]
- Für Francesco De Sanctis war Tiraboschi „der Muratori unserer Literatur“[12]